# پانچا دلیما
پانچا دلیما (به لاتین: Pancha Delima) یک منطقهٔ مسکونی در برونئی است که در براکاس ای (برونئی-موارا) واقع شده‌است.